# 林茂站
林茂站位於马来西亚森美兰州林茂县，是KTM通勤铁路芙蓉线的停站之一。在2015年10月10日之前，本站是电动列车服务的南端终点站，而该服务也在之后南延至金马士。

## 历史
在本站启用之前，位于芙蓉的新那旺与双溪加笃的火车站也于2011年5月中投入使用，而本站则在2013年8月30日启用，车站位于圣泉福圣宫前方。这使到从吉隆坡前往林茂的服务需时1小时45分钟，而从林茂至芙蓉市则需25分钟。